# الکس فانگ
الکس فانگ (انگلیسی: Alex Fong؛ زادهٔ ۲۶ فوریهٔ ۱۹۸۰) بازیگر و خواننده اهل هنگ کنگ است. وی دانش‌آموختۀ رشتۀ مدیریت بازرگانی در دانشگاه هنگ کنگ است. او رکورددار فعلی هنگ کنگ در ۲۰۰ متر کرال پشت (۲:۰۵.۴۷) و ۴۰۰ متر مختلط انفرادی (۴:۲۹.۰۲) است. هر دو رکورد در المپیک سیدنی ثبت شده‌اند. او همچنین عضو تیمی است که رکوردهای هنگ کنگ را برای ۴×۱۰۰ متر مختلط تیمی (۳:۵۱.۰۷) و ۴×۲۰۰ متر آزاد تیمی (۷:۳۸.۹۱) ثبت کرده است.
از فیلم‌ها یا برنامه‌های تلویزیونی که وی در آن نقش داشته است، می‌توان به علائم خشم، امپراتوری پول، تأسیس یک حزب، عشق بر روی صخره‌ها و د مثل دوستی د مثل دروغ اشاره کرد.